# Віу
Віу (італ. Viù, п'єм. Viù) — муніципалітет в Італії, у регіоні П'ємонт, метрополійне місто Турин.
Віу розташоване на відстані близько 560 км на північний захід від Рима, 32 км на північний захід від Турина.
Населення — 1075 осіб (2014).
Покровитель — святий Мартин.

## Демографія
Населення за роками:

Станом на 1 січня 2023 року в муніципалітеті офіційно проживало 20 іноземців з 7 країн, серед них 14 громадян країн Євросоюзу та 2 громадяни України.

## Сусідні муніципалітети
- Кондове
- Джерманьяно
- Лем'є
- Мецценіле
- Руб'яна
- Травес
- Валло-Торинезе
- Варизелла